# Уругваяна
Уругваяна (порт. Uruguaiana) — місто і муніципалітет в бразильському штаті Ріу-Гранді-ду-Сул. Місто розташоване на східному березі річки Уругвай, яка формує державний кордон з Аргентиною. Навпроти Уругваяни знаходиться аргентинське місто Пасо-де-лос-Лібрес (провінція Коррієнтес), з'єдане з Уругваяною дорожнім та залізничним мостом. На півночі муніципалітет відділений річкою Ітакуї від муніципалітету Ітакуї.
Місто було точкою найбільшого просування парагвайської армії протягом Війни Потрійного Альянсу, та було взято майже без опору після шеститижневої облоги, яка фактично закінчила фазу наступальних дій Парагваю.
Економіка муніципалітету перш за все складається з вирощування рису та торгівлі, муніципалітет є важливим транспортним вузлом на шляхах до Аргентини та Уругваю.
| Бразилія | Це незавершена стаття з географії Бразилії. Ви можете допомогти проєкту, виправивши або дописавши її. |